# Annelore Zinke
Annelore Zinke (Lauchhammer, Alemania, 10 de diciembre de 1958) es una gimnasta artística alemana que, compitiendo con Alemania del Este, consiguió ser campeona mundial en 1974 en la prueba de asimétricas que era su especialidad.

## Carrera deportiva
En el Mundial celebrado en Varna (Bulgaria) en 1974 gana el oro en asimétricas —por delante de las soviéticas Olga Korbut y Ludmilla Tourischeva— y la plata por equipos, tras la Unión Soviética (oro) y por delante de Hungría (bronce), siendo sus compañeras de equipo: Angelika Hellmann, Richarda Schmeißer, Bärbel Röhrich, Heike Gerisch y Irene Abel.